# Mulwala
Mulwala – miejscowość w Australii w stanie Nowa Południowa Walia, hrabstwo Corowa. Miejscowość położona nad rzeką Murray i jeziorem Mulwala, przy drodze Murray Valley. Mulwala jest połączona mostem z miejscowością Yarrawonga w stanie Wiktoria.